# David Wheater
David James Wheater (ur. 14 lutego 1987 w Redcar) – angielski piłkarz grający na pozycji obrońcy w Bolton Wanderers.

## Kariera klubowa
30 września 2004 roku Wheater został włączony do pierwszego składu Middlesbrough. Zadebiutował w nim 17 marca 2005 roku w meczu Pucharu UEFA ze Sportingiem. Był to jego jedyny mecz w sezonie 2004/2005. 14 stycznia 2006 roku Wheater w spotkaniu z Arsenalem po raz pierwszy wystąpił w Premier League. W lutym wypożyczono go do Doncaster Rovers, gdzie zadebiutował 11 lutego w meczu z Barnsley. Do 14 kwietnia w zespole Rovers zagrał siedmiokrotnie. Po powrocie wystąpił jeszcze w pięciu spotkaniach Premier League. 16 października 2006 roku wypożyczony został na jeden miesiąc do Wolverhampton Wanderers. Wystąpił tam w jednym spotkaniu z Southampton.
W styczniu 2007 roku Wheater trafił do Darlington, grającego w Football League Two. Przez cztery miesiące wystąpił tam w 15 ligowych meczach (zadebiutował 13 stycznia w meczu z Peterborough United, w którym zdobył także bramkę). W sezonie 2007/2008 Wheater stał się podstawowym zawodnikiem swojego klubu. Zagrał w 34 meczach ligowych. Rok później, wraz ze swoim zespołem spadł do Championship.

## Kariera reprezentacyjna
W reprezentacji Anglii do lat 21 Wheater zadebiutował w 2007 roku. Ogółem zagrał w 11 spotkaniach kadry młodzieżowej.